# Johann Ernst von Thun und Hohenstein
Johann Ernst von Thun und Hohenstein (Graz, 3 luglio 1643 – Salisburgo, 20 aprile 1709) è stato un arcivescovo cattolico austriaco.

## Biografia
Johann Ernst von Thun und Hohenstein nacque a Graz, in Austria, il 3 luglio 1643, da una nobile famiglia tirolese che aveva origini italiane. Venne destinato alla carriera ecclesiastica e ordinato sacerdote nel 1677 nella cattedrale di Salisburgo.
Nominato vescovo di Seckau il 29 dicembre 1679, alla morte del predecessore nel 1687 venne eletto arcivescovo di Salisburgo e fece il proprio ingresso ufficiale nell'arcidiocesi il 30 giugno di quell'anno. Uno dei suoi primi provvedimenti, in controtendenza per il suo tempo, fu il rifiuto categorico di sovvenzionare gli architetti italiani che a quel tempo erano tanto ammirati ed emulati in Austria. Questa sua opposizione, tra l'altro, bloccò anche i lavori alla cattedrale cittadina che erano condotti perlopiù da architetti e manodopera italiani.
Viene ricordato come il maggior committente dell'architetto Johann Bernhard Fischer von Erlach, il massimo rappresentante del barocco austriaco. Nel 1697 l'arcivescovo promosse grandemente anche lo sviluppo dell'Università di Salisburgo e fu per questo che alla sua morte, il suo cervello venne donato all'università e posto nella cappella dell'accademia e le sue interiora (simboleggianti la compassione) vennero donate all'Ospedale cittadino, mentre il suo cuore venne donato alla sua chiesa preferita, quella della Trinità.

## Genealogia episcopale e successione apostolica
La genealogia episcopale è:
- Cardinale Scipione Rebiba
- Cardinale Giulio Antonio Santori
- Cardinale Girolamo Bernerio, O.P.
- Arcivescovo Galeazzo Sanvitale
- Cardinale Ludovico Ludovisi
- Cardinale Marco Antonio Gozzadini
- Cardinale Ernesto Adalberto d'Harrach
- Cardinale Guidobald von Thun und Hohenstein
- Cardinale Maximilian Gandolph von Künburg
- Arcivescovo Johann Ernst von Thun und Hohenstein

La successione apostolica è:
- Vescovo Sigmund Ignaz von Wolkenstein-Trostburg (1689)
- Vescovo Rudolf Joseph von Thun (1690)
- Vescovo Sigmund Carl von Castel-Barco (1697)
- Vescovo Johann Sigmund von Kuenburg (1704)

## Stemma
| Immagine | Blasonatura                                                             |
| -------- | ----------------------------------------------------------------------- |
| \| \|    | Johann Ernst von Thun und Hohenstein Principe-arcivescovo di Salisburgo |
|          |                                                                         |